# Пашкевич, Леонид Владимирович
Леонид Владимирович Пашкевич (род. 25 марта 1981, село Ивановка, Приморский край, РСФСР, СССР) — российский военнослужащий, подполковник, командир мотострелкового батальона 394-го мотострелкового полка 127-й мотострелковой дивизии 5-й гвардейской общевойсковой армии Восточного военного округа. Герой Российской Федерации (2024).

## Биография
Родился 25 марта 1981 года в селе Ивановка Приморского края. 
В 1998 году окончил среднюю общеобразовательную школу в Уссурийске. В 2003 году Пашкевич окончил Приморскую государственную сельскохозяйственную академию по специальности «Механизация переработки сельскохозяйственной продукции». После, Леонид Владимирович связал себя с военной деятельностью.
После окончания академии, решил поступить в Вооружённые силы Российской Федерации и был направлен в 5-ю гвардейскую общевойсковую армию Восточного военного округа. В этом же 2003 году стал числиться командиром гаубичной самоходно-артиллерийской батареи 136-го танкового полка 5-й общевойсковой армии в селе Троицкое Приморского края. С 2009 года Пашкевич служил в 60-й отдельной мотострелковой бригаде села Монастырище Приморского края в качестве командира миномётного взвода миномётной батареи мотострелкового батальона. С 2013 года — командир комендантской роты.
С 2015 года проходил службу командиром комендантской роты в Южном военном округе. Затем вернулся на Дальний восток, где проходил службу в 394-м мотострелковом Краснознамённом полку 127-й мотострелковой ордена Кутузова дивизии в селе Сергеевка Приморского края.
С 2022 года участник вооружённого вторжения России на Украину. Продолжает нести службу в своей части заместителем командира 394-го мотострелкового полка.

## Звания и награды
- Герой Российской Федерации (Указом Президента Российской Федерации «закрытым» от 2024 года за мужество и героизм, проявленные при исполнении воинского долга, подполковнику Пашкевичу Леониду Владимировичу присвоено звание Героя Российской Федерации с вручением знака особого отличия — медали «Золотая Звезда»[6].
- Медаль Суворова.
- Медаль Жукова.